# Чемерис Сергій Дмитрович
Сергі́й Дми́трович Чемери́с (нар. 2 травня 1990, Дніпродзержинськ, СРСР) — український легкоатлет, що спеціалізується на змаганнях з десятиборства. Чемпіон України з легкої атлетики: десятиборство (2012), семиборство (2007). Майстер спорту України.

## Життєпис
Сергій Чемерис народився в Дніпродзержинську.  Легкою атлетикою займався у СК «Прометей» під керівництвом Віктора, Сергія та Раїси Андросовичів. Навчався в колегіумі № 16, згодом вступив до Дніпропетровського державного інституту фізичної культури та спорту на кафедру легкої атлетики. У 2007 році став чемпіоном України в семиборстві. У 2009 році Чемерис встановив рекорд України та виконав нормативи Майстра спорту в п'ятиборстві, однак того ж року цей норматив відмінили і Сергій почесне звання так і не отримав. У 2012 році переміг одночасно у дорослому та молодіжному чемпіонатах України, здобув звання Майстра спорту України з десятиборства.
У 2013 році Сергій Чемерис посів 22-ге місце в Кубку Європи з багатоборства, що відбувався у Таллінні. Після того значних успіхів не досягав. У 2014 році входив до складу збірної Дніпропетровської області з легкої атлетики. 

## Досягнення
- Чемпіон України з десятиборства (1): 2012
- Чемпіон України з семиборства (1): 2007